# NKK Football Club
Maillots
Nippon Kōkan Football Club (日本鋼管サッカー部, Nippon Kōkan Sakkā-bu), ou NKK Football Club, était un club de football japonais entre 1912 et 1994. Il jouait dans la Japan Soccer League depuis 1967 jusqu'à sa fermeture. Il était affilié à la NKK, une entreprise métallurgique faisant aujourd'hui partie du conglomérat JFE Holdings.

## Histoire
Le club est fondé en 1912, mais ne commence à jouer au football que dans les années 1920. Il joue ses matchs au Todoroki Athletics Stadium à Kawasaki et au Mitsuzawa Stadium (en) de Yokohama. 
De 1985 à 1988 il est l'un des prétendants au titre de la JSL, et termine trois fois second.
Quand la J. League est formé en 1992, le club décide de ne pas la rejoindre, et choisit la Japan Football League (JFL). Le club entre en première division de la JFL, mais se voit relégué à la fin de la saison.

## Historique en championnat
- 1967 : Promu en Japan Soccer League
- 1979 : Relégué en JSL Division 2
- 1981 : Champion de JSL Division 2
- 1982 : Relégué en JSL Division 2
- 1983 : Champion de JSL Division 2
- 1985 : Second de JSL Division 1
- 1986-87 : Second de JSL Division 1
- 1987-88 : Second de JSL Division 1
- 1990-91 : Relégué en JSL Division 2
- 1992 : Restructuration de la ligue, rejoint la Japan Football League Division 1. Relégué en JFL Division 2.
- 1993 : 3e place de JFL Division 2. Dernière saison.

## Palmarès
- Coupe Shakaijin : 1965
- Japan Soccer League Division 2 : 1981, 1983
- Coupe du Japon de football : 1981
- Japan Soccer League Cup : 1980, 1987

## Autres sports
- Volley-ball : Le club fut plusieurs fois champion de la V.League dans les années 1960.
- Baseball